# Henrik Ruben Genz
Henrik Ruben Genz, né le 7 novembre 1959 à Gram (Danemark), est un réalisateur danois.

## Biographie
Avant de se lancer dans le cinéma, Henrik Ruben Genz étudie le graphisme à l'école de design de Kolding (Designskolen Kolding). Là-bas, une rencontre fortuite avec le réalisateur Arne Bro l'encourage à se tourner vers le cinéma. Il poursuit ses études à l'École nationale de cinéma du Danemark. Il obtient son diplôme en 1995.
Son film Theis et Nico, sorti en 1999, est nommé pour un Oscar du meilleur court métrage en prises de vues réelles, mais le trophée ira finalement à son compatriote Anders Thomas Jensen, pour Valgaften. Il s'est ensuite impliqué dans le mouvement Dogme95, sous l'impulsion de Lars von Trier et de Thomas Vinterberg, mais abandonne le projet six mois plus tard, sans avoir produit un seul film.
En 2003, Genz réalise son premier long métrage, une adaptation du livre pour enfants En som Hodder de l'écrivain Bjarne Reuter. Il enchaine en 2005 avec Kinamand, une comédie romantique sur un homme qui épouse une femme étrangère dans le cadre d'un mariage arrangé, puis tombe amoureux d'elle.
En 2008, avec Dunja Gry Jensen, il porte à l'écran le roman de son compatriote et ami Erling Jepsen Terriblement heureux. Le film remporte le Globe de cristal au Festival international du film de Karlovy Vary la même année.

## Filmographie partielle
- 1987 : The Eternal Winter
- 1990 : Small Talk (TV)
- 1991 : Tilbagefald
- 1995 : Omveje
- 1996 : Farvel til paradis
- 1998 : Fra Vesterbro til verdens ende (série TV)
- 1999 : Bror, min bror
- 2000 : Homo sapiens (série télévisée, 1 épisode)
- 2000 : Dødsjov (TV)
- 2001 : De udvalgte (série TV)
- 2003 : En som Hodder
- 2003 : Nikolaj og Julie (série TV)
- 2003 : Forsvar (série TV)
- 2005 : Kinamand
- 2004 : Krøniken (série TV)
- 2007 : Forbrydelsen (série TV)
- 2008 : Frygtelig lykkelig
- 2009 : Imellem os
- 2010 : Lulu & Leon (série TV)
- 2011 : Cirkusliv i savsmuld (série TV)
- 2012 : Undskyld jeg forstyrrer
- 2013 : Borgen, une femme au pouvoir (série télévisée, 2 épisodes)
- 2014 : Dangerous People (Good People)
- 2014 : Bankerot (série TV)
- 2016 : Tordenskjold & Kold
- 2017 : Gud taler ud
- 2019 : Kidnapping (série TV)

## Récompenses et distinctions
- 2008 : Globe de cristal au Festival international du film de Karlovy Vary